# Tolnaftat
Tolnaftat este un antifungic derivat de naftalină, fiind utilizat în tratamentul unor micoze. Se crede că acționează prin inhibarea scualen-epoxidazei, necesară în sinteza ergosterolului.

## Utilizări medicale
Tolnaftat se utilizează în tratamentul următoarelor infecții fungice: dermatofitoze și pitiriazis versicolor.